# LEDA 83677

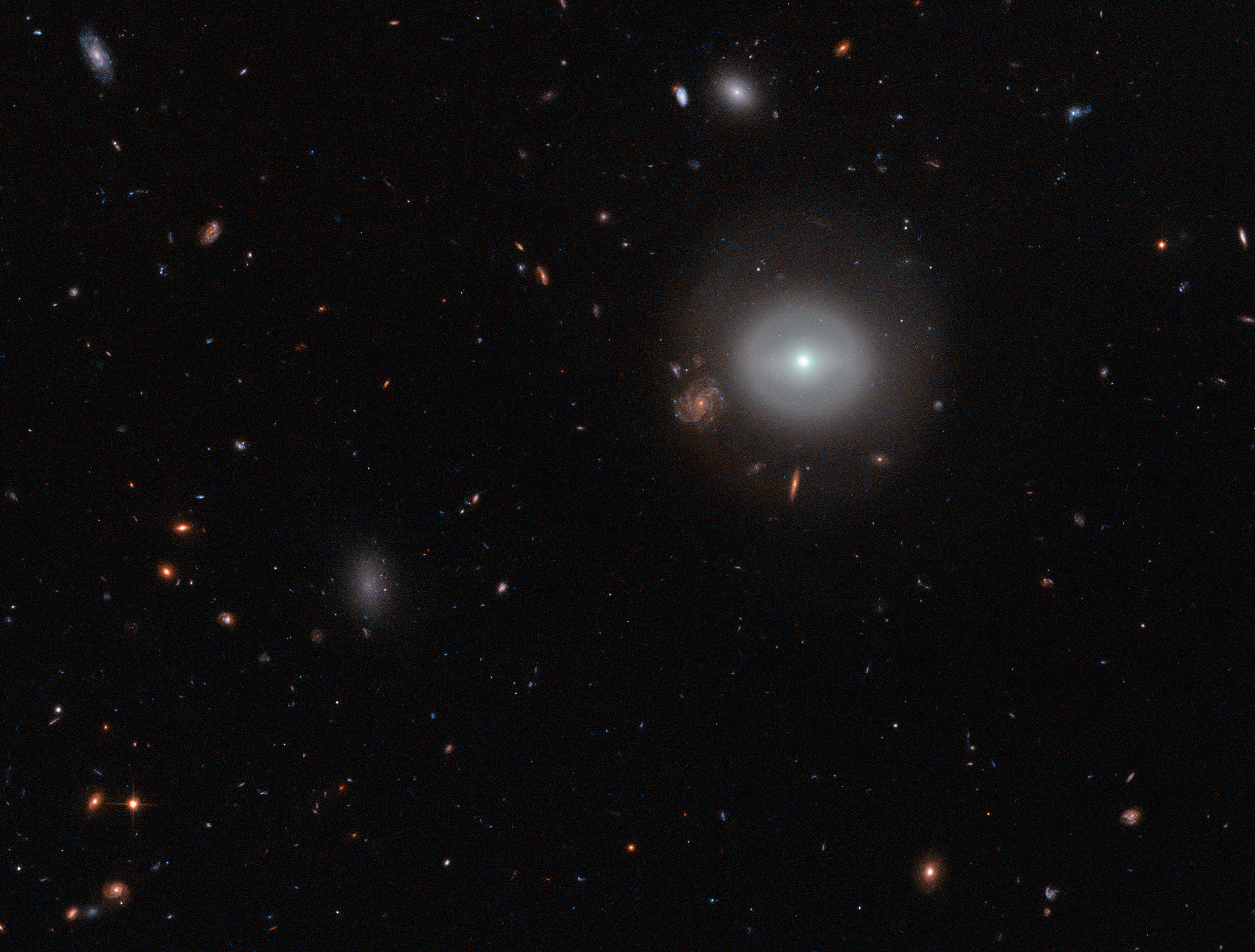
Imagem mais ampla de LEDA 83677 com galáxias mais distantes ao fundo.

LEDA 83677 é uma galáxia lenticular localizada a cerca de 290 milhões de anos-luz de distância na constelação de Coma Berenices. É um membro do Aglomerado galático de Coma. LEDA 83677 também é classificado como uma Galáxia Seyfert tipo 1. O núcleo da galáxia é um emissor de raios-X de alta energia e radiação ultravioleta, provavelmente causado por um enorme buraco negro localizado no núcleo.